# Jee Sin Sim See
Jee Sin Sim See (em chinês tradicional, 至善禪師; em chinês simplificado, 至善禅师; em pinyin, Zhì Shàn Chán Shī; na romanização Yale do cantonês, Ji3 Sin6 Sim3 Si1. Traduzido literalmente, "Jee Sin (Zhi Shan), professor de zen".) é um dos lendários Cinco Anciões sobreviventes da destruição do mosteiro Shaolin durante a dinastia Qing (1644–1912). Costuma ser associado aos estilos do sul da China, como o hung gar, lau gar, choy gar, lee gar, mok gar, Ng Ga Kuen/Ng Gar King e Wing Chun. 

## Biografia
Algumas histórias dizem que ele era proveniente do mosteiro Shaolin de Henan, outras dizem que ele era proveniente do mosteiro Shaolin de Fujian. Talvez numa tentativa de conciliar essa discrepância, algumas histórias dizem que ele fugiu da destruição do mosteiro de Henan e se abrigou no mosteiro de Fujian, o qual posteriormente também viria a ser destruído.
Após a destruição do mosteiro em Quanzhou, em Fujian, Jee Sin teria se separado dos demais Cinco Anciões e fundado um segundo mosteiro sulista de Shaolin, na Montanha dos Nove Lotos (Jiulian Shan), em Fujian. Jee Sin era um revolucionário que pretendia derrubar a dinastia Qing. No entanto, dois dos Cinco Anciões (Pai Mei e Fung Dou Dak) se uniram ao exército Qing e destruíram o segundo mosteiro sulista de Shaolin com um exército muito superior em tamanho ao exército dos monges, na proporção de dez para um. Jee Sin, o abade do mosteiro, foi morto por Pai Mei num duelo durante o ataque.